# Irina Osipova
Irina Viktorovna Osipova (Russisch: Ирина Викторовна Осипова) (Moskou, 25 juli 1981), is een Russische professionele basketbalster, die speelt voor de nationale ploeg van Rusland. Osipova was lid van de club Sparta&K Oblast Moskou Vidnoje. Ze kreeg de onderscheiding Meester in de sport van Rusland en de Medaille voor het dienen van het Moederland. Osipova werd vijf keer kampioen van de EuroLeague Women.

## Biografie
Irina Osipova begon met basketballen in Moskou. Haar eerste coach was A. Orekhov. De eerste club van Osipova was Gloria Moskou. Sinds 2000 speelt zij voor de Russische nationale basketbalploeg. Van de grote internationale toernooien miste Osipova alleen in 2005 het Europees Kampioenschap. Osipova speelde voor de teams van Dinamo Moskou, UMMC Jekaterinenburg, VBM-SGAU Samara en Elitzur Ramla uit Israël. Van 2005 tot 2012 speelde ze voor Sparta&K Oblast Moskou Vidnoje, voorheen bekend als "Spartak", waar ze vele prijzen mee won. In 2012 stapte ze over naar Istanbul Üniversitesi SK in Turkije. In 2014 ging Osipova spelen voor Dinamo Koersk. Met Dinamo won ze twee keer de Beker van Rusland in 2015 en 2016. In 2016 ging ze met zwangerschapsverlof, maar was nog niet van plan om haar carrière te beëindigen. In 2017 keerde ze terug naar Sparta&K Oblast Moskou Vidnoje waar ze één seizoen speelde. In 2018 stopte ze met basketbal.

## Erelijst
- Landskampioen Rusland: 3
  - Winnaar: 2003, 2007, 2008
  - Tweede: 2004, 2009, 2010, 2011, 2012
  - Derde: 2002, 2015
- Bekerwinnaar Rusland: 3
  - Winnaar: 2007, 2015, 2016
  - Runner-up: 2009, 2010
- EuroLeague Women: 5
  - Winnaar: 2003, 2007, 2008, 2009, 2010
  - Runner-up: 2011
- EuroCup Women: 1
  - Winnaar: 2006
- FIBA Europe SuperCup Women: 1
  - Winnaar: 2010, (speelde in 2009 niet mee)
- FIBA Women's World League: 1
  - Winnaar: 2004
  - Derde: 2003
- Olympische Spelen:
  - Brons: 2004, 2008
- Wereldkampioenschap:
  - Zilver: 2002, 2006
- Europees Kampioenschap: 3
  - Goud: 2003, 2007, 2011
  - Zilver: 2001, 2009